# Grünaugen
Grünaugen (Chlorophthalmidae) sind eine kleine, aus 21 Arten in zwei Gattungen bestehende Familie von Tiefseefischen. Sie leben weltweit in tropischen und subtropischen Gewässern. Namensgebend sind ihre großen, hochstehenden, grün irisierenden Augen. Der Name Chlorophthalmidae setzt sich zusammen aus chloros (Griechisch „grün“) und ophthalmos (Griechisch „Auge“).
Einige Arten werden gefangen zu Fischmehl verarbeitet oder als Frischfisch verkauft.

## Merkmale
Grünaugen sind kleine, schlanke Fische. Die größte Art Chlorophthalmus agassizi wird 40 Zentimeter lang, die Körperlänge der meisten anderen Arten liegt zwischen 15 und 30 Zentimeter. Grünaugen sind gelblich bis zu einem schwärzlichen Braun. Ihr Maul ist schaufelförmig, Bestandteil des Oberkiefers ist eine verlängerte Supramaxillare. Eine Pseudobranchie und Pylorusschläuche sind vorhanden. Das hintere Ende des Mauls reicht nicht über die Orbita. Die Anzahl der Branchiostegalstrahlen liegt bei acht, die der Wirbel bei 38 bis 50.
Flossenformel: Dorsale 9–13, Anale 7–11, Pectorale 15–19.

## Lebensweise
Grünaugen sind Hochseefische, die in der Zone von 50 bis 1000 Meter Tiefe leben. Sie leben an den Kontinentalhängen und leben eventuell in Schwärmen. Grünaugen ernähren sich von benthischen Wirbellosen sowie von pelagischen Kleinkrebsen.

## Fortpflanzung
Wie viele Mitglieder der Eidechsenfischverwandten (Aulopiformes) sind Grünaugen Hermaphroditen. Man nimmt an, dass dies ein Vorteil in der Tiefsee ist, da so die Wahrscheinlichkeit erhöht wird, dass in den Weiten der Tiefsee ein Partner gefunden wird. Junge und larvale Grünaugen sind pelagisch und halten sich in höheren Wasserschichten auf als die ausgewachsenen Fische.
Grünaugen werden von Seehechten gefressen.

## Systematik
Es gibt 21 Arten in zwei Gattungen:
- Chlorophthalmus Bonaparte, 1840.

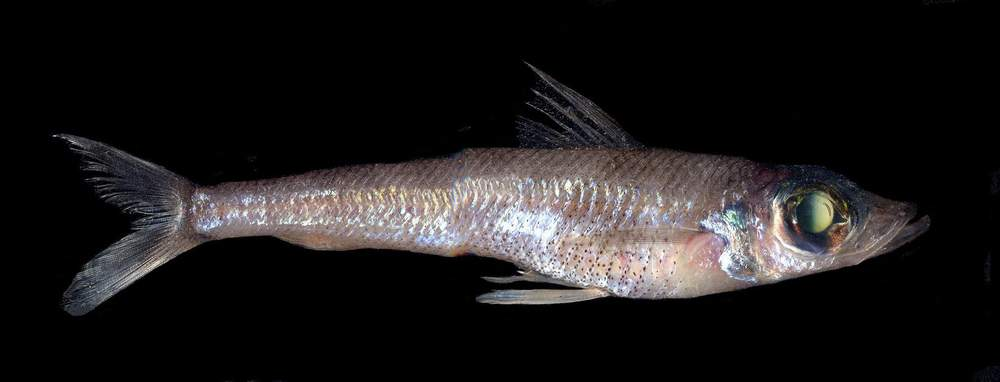
Chlorophthalmus agassizi

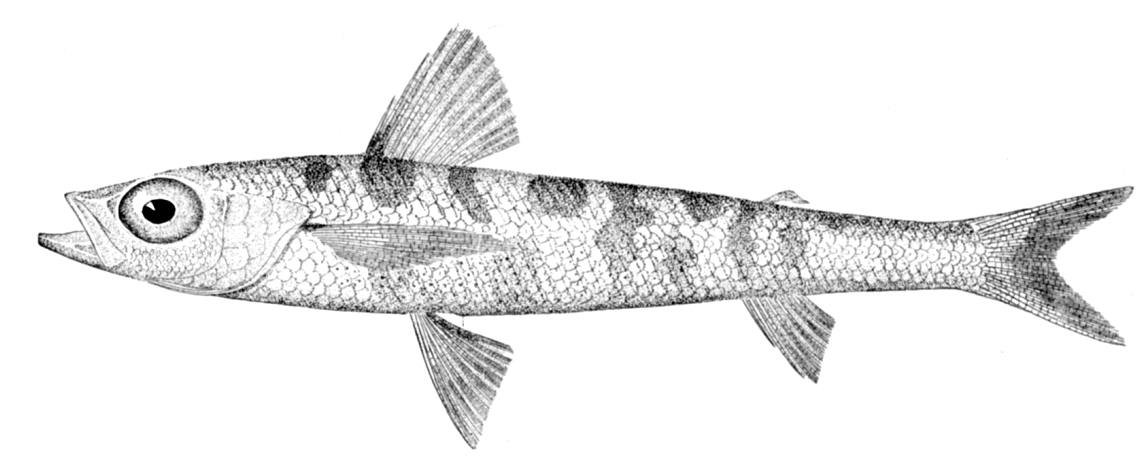
Chlorophthalmus chalybeius

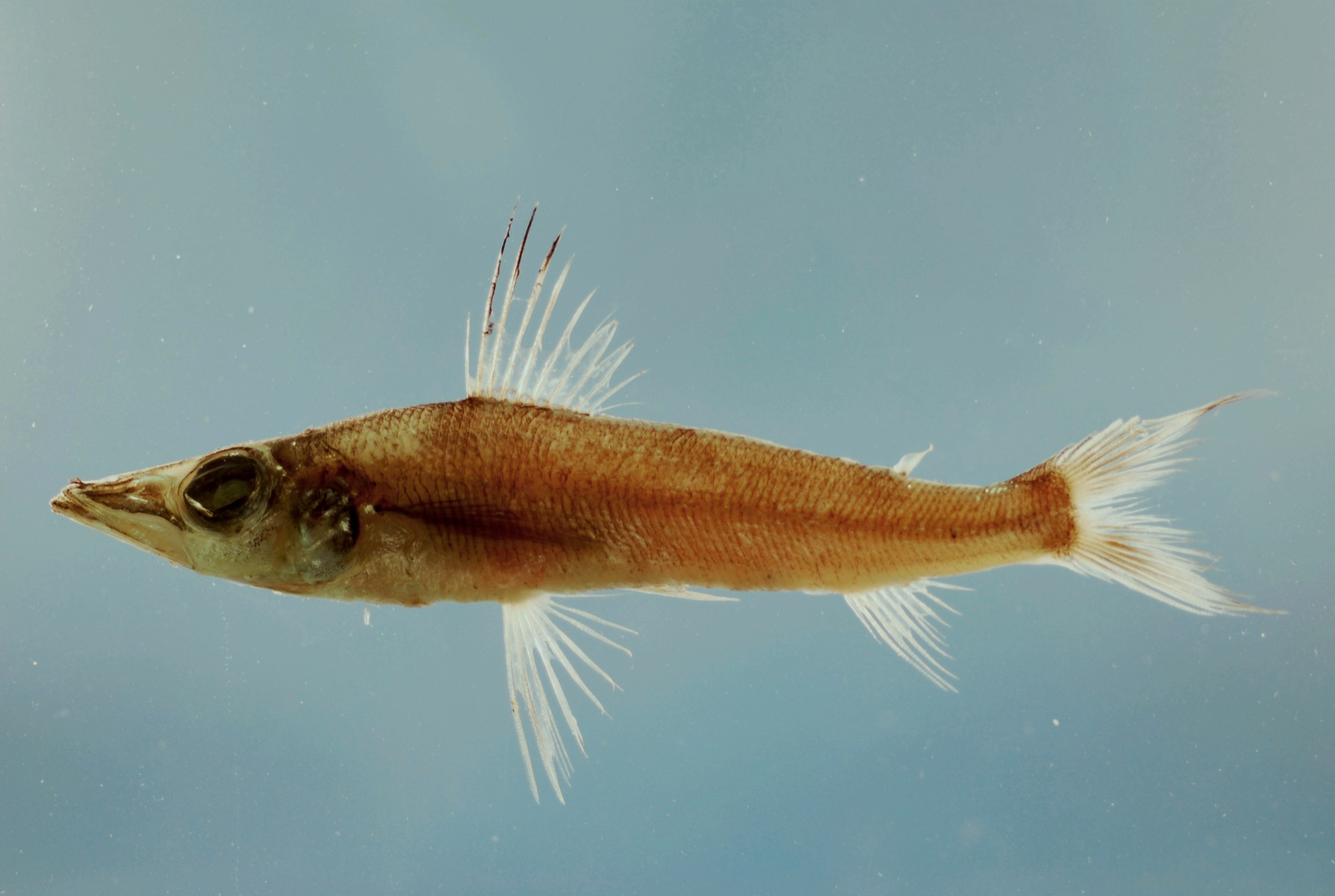
Parasudis truculenta

  - Chlorophthalmus acutifrons Hiyama, 1940.
  - Chlorophthalmus agassizi Bonaparte, 1840.
  - Chlorophthalmus albatrossis Jordan & Starks, 1904.
  - Chlorophthalmus atlanticus Poll, 1953.
  - Chlorophthalmus bicornis Norman, 1939.
  - Chlorophthalmus borealis Kuronuma & Yamaguchi, 1941.
  - Chlorophthalmus brasiliensis Mead, 1958.
  - Chlorophthalmus chalybeius (Goode, 1881).
  - Chlorophthalmus corniger Alcock, 1894.
  - Chlorophthalmus ichthyandri Kotlyar & Parin, 1986.
  - Chlorophthalmus imperator Fujiwara et al., 2019.
  - Chlorophthalmus mascarensis Kobylyanskii, 2013.
  - Chlorophthalmus mento Garman, 1899.
  - Chlorophthalmus nigromarginatus Kamohara, 1953.
  - Chlorophthalmus pectoralis Okamura & Doi, 1984.
  - Chlorophthalmus proridens Gilbert & Cramer, 1897.
  - Chlorophthalmus punctatus Gilchrist, 1904.
  - Chlorophthalmus vityazi Kobylyanskii, 2013.
  - Chlorophthalmus zvezdae Kotlyar & Parin, 1986.
- Parasudis Regan, 1911.
  - Parasudis fraserbrunneri (Poll, 1953).
  - Parasudis truculenta (Goode & Bean, 1896).